# Centralne Biuro Komunistycznej Partii (bolszewików) Białorusi

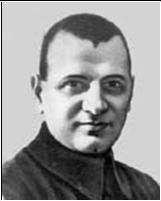
Aleksandr Miasnikian, pierwszy przewodniczący Biura

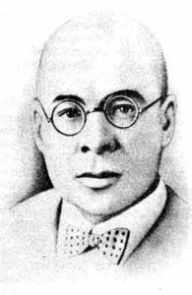
Zmicier Żyłunowicz – opuścił Biuro na znak protestu

Centralne Biuro Komunistycznej Partii (bolszewików) Białorusi (biał. Цэнтральнае бюро Камуністычнай партыі (бальшавікоў) Беларусі, Centralnaje biuro Kamunistycznaj partyi (balszawikou) Biełarusi) – najwyższy organ kierowniczy Komunistycznej Partii (bolszewików) Białorusi (KP(b)B) pomiędzy jej zjazdami w trzech okresach: od grudnia 1918 do marca 1919 roku, od września 1920 do lutego 1923 roku oraz od maja 1923 do lutego 1924 roku. Wybierany był przez zjazd KP(b)B w celu wprowadzenia w życie politycznego, gospodarczego i kulturalnego kierownictwa w Białoruskiej SRR, realizacji decyzji zjazdów Rosyjskiej Partii Komunistycznej (bolszewików) (RPK(b)) i KP(b)B. Posiadał Sekretariat i Prezydium. Przestał istnieć wraz z VIII zjazdem KP(b)B w dniach 12–14 maja 1924, kiedy wybrano na jego miejsce Komitet Centralny Komunistycznej Partii (bolszewików) Białorusi.
Dwie przerwy w funkcjonowaniu Biura związane były z mającymi miejsce w tym czasie wydarzeniami historycznymi. W okresie od marca 1919 do września 1920 roku, w związku z utworzeniem Litewsko-Białoruskiej Socjalistycznej Republiki Rad, KP(b)B była zjednoczona z Komunistyczną Partią (bolszewików) Litwy w Komunistyczną Partię (bolszewików) Litwy i Białorusi. W okresie od lutego do maja 1923 roku, w związku z powiększeniem przez władze radzieckie terytorium Białoruskiej SRR kosztem Rosyjskiej FSRR, Centralne Biuro KP(b)B zastąpione było przez Tymczasowe Biuro Białoruskie Komitetu Centralnego RPK(b).

## Skład
Biuro wybrane na I zjeździe 31 grudnia 1918 roku: Aleksandr Miasnikian (przewodniczący), M. Kałmanowicz (zastępca przewodniczącego), Wilhelm Knorinsz (sekretarz), I. Alibiehau, A. Andrejeu, S. Iwanou, W. Jarkin, I. Łahun, R. Najdzionkau, Ja. Piarno, R. Pikiel, I. Reingold, U. Sielazniou, W. Sobaleu, Zmicier Żyłunowicz (tego samego dnia, na pierwszym posiedzeniu Biura, ogłosił wyjście z jego składu na znak protestu przeciwko formowaniu go przeważnie z przedstawicieli Obwodowego Komitetu Wykonawczego Zachodniego Obwodu i Frontu).
Biuro wybrane na III zjeździe 25 listopada 1920 roku: Ja. Hienkin (sekretarz), Wilhelm Knorinsz (sekretarz), P. Sierabrakou (sekretarz), Ja. Adamowicz, S. Chadasiewicz, Sz. Chodasz, Alaksandr Czarwiakou, F. Kluse, A. Sławinski.
Biuro wybrane na IV zjeździe 1 marca 1921 roku. Członkowie: S. Bułat (sekretarz od 10 maja 1921 roku), A. Hietnier (sekretarz do 28 kwietnia 1921 roku), Wilhelm Knorinsz (sekretarz, od 10 maja 1921 roku sekretarz odpowiedzialny), I. Wajnier (sekretarz), B. Arszanski, Sz. Chodasz, Alaksandr Czarwiakou, Ja. Hienkin (do 3 maja 1921 roku), N. Kalinin (do 15 kwietnia 1921 roku), S. Miertens (do 21 kwietnia 1921 roku), A. Sławinski. Kandydaci: Ja. Adamowicz, I. Każura, N. Kac, F. Kluse. Decyzjami Biura w kwietniu 1921 roku w jego skład zostali przyjęci: Ja. Adamowicz, N. Kac, I. Każura, A. Weinstein.
Biuro wybrane na V zjeździe 20 października 1921 roku. Członkowie: Wilhelm Knorinsz (sekretarz odpowiedzialny), Ja. Adamowicz, I. Aszarowicz, P. Baruszka, Wacław Bogucki, Alaksandr Czarwiakou, Sz. Chodasz, Usiewaład Ihnatouski, N. Kac, M. Mileńki, A. Sławinski, I. Wajnier, A. Weinstein. Kandydaci: B. Arszanski, W. Hruziel, W. Nodel.
Biuro wybrane na VI zjeździe 19 marca 1922 roku. Członkowie: Wacław Bogucki (sekretarz odpowiedzialny od 11 maja 1922 roku), Wilhelm Knorinsz (sekretarz odpowiedzialny od maja 1922 roku), Ja. Adamowicz, P. Baruszka, Ja. Bykin,  A. Chackiewicz, Sz. Chodasz, Alaksandr Czarwiakou, P. Małakowicz, M. Mileńki, W. Nodel, A. Sławinski, I. Wajnier. Kandydaci: N. Kac, I. Kazłou, Ja. Lewin, Ja. Olski.
Biuro wybrane na VII zjeździe 25 marca 1923 roku. Członkowie: Wacław Bogucki (sekretarz odpowiedzialny), I. Aszarowicz, A. Chackiewicz, Sz. Chodasz, Alaksandr Czarwiakou, A. Hietnier, W. Hruziel, S. Jackiewicz, A. Kamenstein, I. Lenski, Ja. Lewin, W. Nodel, A. Sławinski. Kandydaci: Usiewaład Ihnatouski, M. Kuzieniec, M. Mileńki, A. Nikicin, S. Pintal, I.Wajnier.